# Saint-Just-en-Chevalet
Saint-Just-en-Chevalet là một xã trong tỉnh Loire miền trung nước Pháp.